# ماركس الشاب

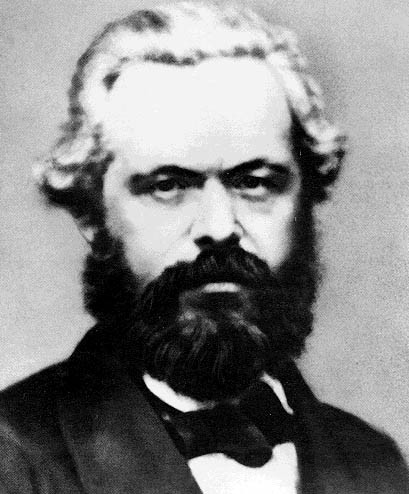

ماركس الشاب مصطلح يشير إلى فترة زمنية من حياة كارل ماركس، حيث يُقسم بعض المنظرين حياة ماركس إلى قسمين، ماركس الشاب وماركس الكهل/ الناضج، هناك خلاف حول متى بدأ فكر ماركس في النضوج، ومسألة ماركس الشاب  هي مسألة تعقب أعمال ماركس ووحدتها المحتملة، المسألة إذن تتعلق بتحول ماركس من الفلسفة إلى الإقتصاد، والتي اعتبرتها الماركسية الأورثوذكسية تقدماً باتجاه الإشتراكية العلمية، هذه القراءة الوضعية تم معارضتها بواسطة منظرين ماركسيين مثل اليسار الجديد. الذين قالو أن هناك جانب إنسي في كتابات ماركس الشاب يتعلق بدفاعه عن التحرر ونقده لعبودية الأجر والاغتراب، وقالو أن هذا الجانب يتم تجاهله.و انه جانب مركزي لفهم أعماله المتأخرة. 

يحاجج اتيان بوليبار ان أعمال ماركس لا يمكن تقسيمها إلى أعمال اقتصادية (رأس المال) وفلسفية وتاريخية، ففلسفة ماركس مرتبطة بشكل لا تنفصم عراه مع نقده للإقتصاد السياسي ومشاركته التاريخية في حركة العمال مثلاً حركة 1875، والإشكالية أيضا متعلقة بخلافات ماركس الأكاديمية وطريقة تدريس المثالية الألمانية واحتكاكه بالبروليرتاريا الذي قاده لكتبة البيان الشيوعي مع فريدريك إنجلز قبل سنة واحدة من ثورة 1848 .

## القطيعة مع المثالية الألمانية
ماركس الشاب يصنف كجزء من الفلسفة الإنسانوية البورجوازية، التي انتقدها فيما بعد، هي والمثالية الألمانية، الماركسيون الإنسانيون يشددون على الأساس الإنساني لفلسفة ماركس، بالتركيز على المخطوطات الاقتصادية والفلسفية لعام 1844، التي نشرت لأول مرة في 1932 وكان تدالها ممنوعاً بشدة في الإتحاد السوفيتي حتى مرحلة ما بعد ستالين. وفي هذه المخطوطات شرح ماركس فكرته عن الإغتراب التي اعاد صياغتها من كتاب فويرباخ أصل المسيحية 1841. 
تعرض التوسير لهذه القضية، وقال أن ماركس الشاب لا يمكن قراءته طالما لدينا افتراض مسبق عن ماركسية مكتملة التطور، وطرح مسألة تطور فكر ماركس باعتبارها سؤال كيف يستطيع المرء تصور تطور فكر ماركس من دون أن يتبنى منظور مثالي، وهذا سيكون عودة إلى الديالكتيك المثالي لهيغل وتصوراته غائية الغائية،

## قطيعات متنوعة
زعم لينين في كتابه الدولة والثورة 1917 أن أول أعمال ماركس الشاب هو بؤس الفلسفة 1847، بينما يقول الفيلسوف الماركسي التوسير الذي يعتبر من أشهر من خاضو في مسألة ماركش الشاب / ماركس الناضج في نقده للماركسيين الإنسانيين وللماركسية الوجودية أن كتاب الأيدولوجيا الألمانية الذي انتقد فيه ماركس كل من فويرباخ وباور وماكس سترينر وغيرهم من الهيغليين الشباب هو الذي يؤرخ لقطيعة ماركس مع ماركس الشاب.أما تروتسكية التروتسكي ايرنست ماندل فقد قسم تطور ماركس إلى عدة مراحل في كتابه مكانة الماركسية في التاريخ 6198، وعاد التوسير لتقديم أراء مختلفة عن القضية في كتابه إلى ماركس

## التوسير والقطيعة المعرفية
روج التوسير لفكرة أن هناك قطيعة معرفية بين ماركس الشاب وماركس الكهل / الناضج، في المرحلة التي قطع فيها ماركس مع الآيدولوجيا وتحول إلى العلم، المرحلة التي ينظر اليها باعتبارها تضم قطيعته مع فويرباخ، والقطيعة المعرفية هي مفهوم استلفه التوسير من المفكر الفرنسي غاستون باشلار، التي يجب أن لا ينظر لها بوصفها نقطة زمنية محددة بل عملية صيرورة، ومن ثم جعل مسألة وجود خلاف بين ماركس الشاب وماركس الناضج إشكالية مجدداً.

نوه التوسير إلى أن الاهتمام بماركس الشاب كما يظهر في المخطوطات الاقتصادية والفلسفية لعام لم يعد مقصوراً على الماركسية الغربية بل أيضا للدراسات السوفيتية، وفي البدء كان أي نقاش حول ماركس الشاب سرعان ما يحمل نبرة سياسية لأن السلطات السوفيتية لم تكن متسامحة مع الموضوع،
1. ↑  شايغان داريوش ؛ ما الثورة الدينية ،ط1 ، 2004 ، دار الساقي بيروت .